# Satori

Satori

Satori (del japonès 悟り,さとり, satori - literalment "entendre", derivat del verb satoru) designa una il·luminació espiritual temporal en contrast amb la permanent del nirvana. El terme té certes connotacions equivalents a la noció occidental d'epifania.
Segons el budisme zen, s'arriba al satori en especial a través de l'efecte que produeix la contemplació o assimilació de la natura en l'ànim de l'espectador. D'acord amb Daisetz Teitaro Suzuki, "satori és la raó d'ésser del zen sense el qual el zen no és zen".
Títol del llibre escrit per l'escriptor americà Don Winslow (2011).